# كهف الطيور السوداء
كهف الطيور السوداء هو أعمق كهف في بليز. تقع فوق هدير الخور في منطقة كايو، وهي واحدة من العديد من الكهوف التي تم استكشافها وتوثيقها من قبل الكهوف البريطانية والكندية خلال رحلة استكشافية استمرت ثلاثة أسابيع في عام 1989. يحتوي الكهف على جدول صغير وله مدخل علوي وسفلي، مما يجعل الرحلة ممكنة.